# Muhammad Mukhbar
Muhammad Mukhbar (nascut el 1955) és un polític iranià que exerceix com setè vicepresident de l'Iran. També és membre de l'Expediency Discernment Council. Va ser antic cap de l'Ordre de l'Execució de l'Imam Khomeini (EIKO), president del consell del Banc Sina i sotsgovernador de la província de Khuzestan. Va néixer a Dezful, Iran.
Muhammad Mukhbar va néixer a Dezful el 1955. Té dos títols de doctorat, inclòs un treball acadèmic de doctorat (i un màster) en drets internacionals; també té un doctorat i un màster en gestió.
Va servir com a oficial al cos mèdic del Cos de la Guàrdia Revolucionària Islàmica durant la guerra Iran-Iraq.
El juliol de 2010, la Unió Europea va incloure Muhammad Mukhbar, llavors president de Setad (Execució de l'Ordre de l'Imam Khomeini), en una llista de persones i entitats que sancionava per suposada implicació en el tema d'activitats de míssils nuclears o balístics. Després de passar dos anys, es va treure Mukhbar de l'esmentada llista.
L'octubre de 2022, va ser enviat a Moscou juntament amb alts funcionaris de l'IRGC i un funcionari del Consell Suprem de Seguretat Nacional per finalitzar un acord per enviar drons Shahed i míssils terra-terra a Rússia per donar suport a la invasió russa d'Ucraïna.
Com a primer vicepresident de l'Iran, Mukhbar està implicat en la línia de successió a la mort del president segons la seva Constitució. Es forma un Consell Presidencial Temporal (president de l'Assemblea, Cap del Poder Judicial, Vicepresident primer), i el consell organitzarà noves eleccions en un termini de 50 dies.